# Idnibba
Idnibba (arab. إدنبّة) – nieistniejąca już arabska wieś, która była położona w Dystrykcie Ramli w Mandacie Palestyny. Wieś została wyludniona i zniszczona podczas I wojny izraelsko-arabskiej, po ataku Sił Obronnych Izraela 9 lipca 1948.

## Położenie
Idnibba leżała na pograniczu Szefeli z górami Judei. Według danych z 1945 do wsi należały ziemie o powierzchni 8103 ha. We wsi mieszkało wówczas 490 osób.
| Własność gruntów | Powierzchnia gruntów [ha] |
| ---------------- | ------------------------- |
| Arabowie         | 6 827                     |
| Żydzi            | 1 082                     |
| publiczne        | 194                       |
| Razem            | 8 103                     |

| Rodzaj użytkowanych gruntów | Arabowie [ha] | Żydzi [ha] |
| --------------------------- | ------------- | ---------- |
| uprawy nawadniane           | 85            | 0          |
| uprawy zbóż                 | 5 277         | 885        |
| nieużytki                   | 1 634         | 197        |
| zabudowane                  | 25            | 0          |

## Historia
Wieś Idnibba powstała prawdopodobnie na miejscu rzymskiej osady Danuba. W czasach krzyżowców była nazywana Danuba.
W 1596 Idnibba była niewielką wsią o populacji liczącej 198 osób. Mieszkańcy utrzymywali się z upraw pszenicy, jęczmienia i sezamu, oraz hodowli kóz i produkcji miodu.
W okresie panowania Brytyjczyków Idnibba rozwijała się jako niewielka wieś.
Podczas I wojny izraelsko-arabskiej w nocy z 8 na 9 lipca 1948 Siły Obronne Izraela rozpoczęły operację „An-Far”, podczas której Idnibba została zajęta i całkowicie wysiedlona. Wszystkie jej domy zostały spalone i wysadzone

## Miejsce obecnie
Rejon wioski zajmują obecnie pola uprawne kibucu Kefar Menachem.
Palestyński historyk Walid Chalidi, tak opisał pozostałości wioski Idnibba: „Miejsce i okoliczne ziemie zostały zamienione w pastwiska i duży obszar lasu. Wcześniej buldożery zburzyły pozostałości kamiennych domów i murów znajdujących się w różnych miejscach”.